# Švitrigaila

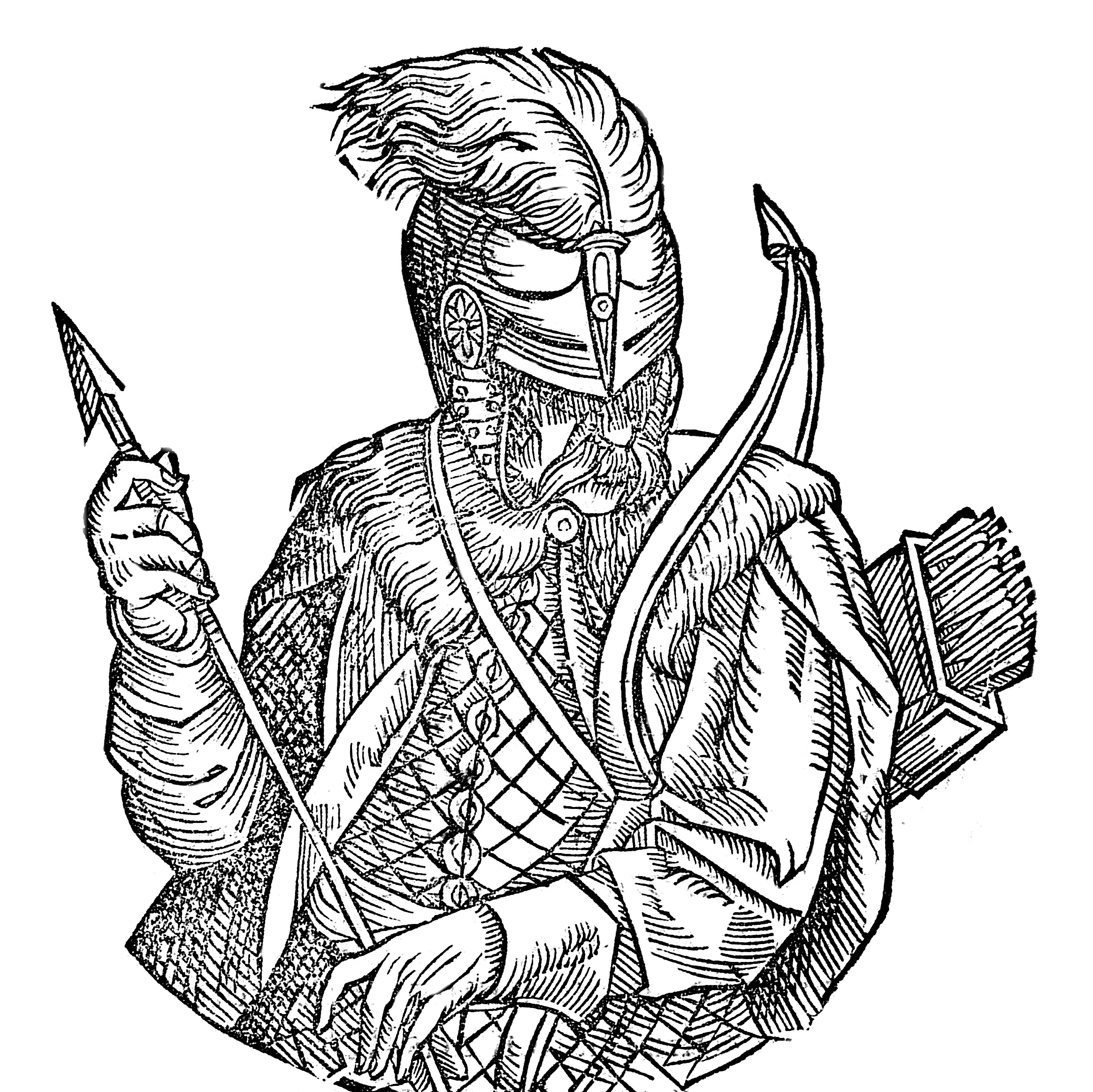
Švitrigaila per Alessandro Guagnini.

Švitrigaila (circa 1370 – 10 de febrer de 1452) fou el Gran Duc de Lituània de 1430 a 1432. Va passar la major part de la seva vida en grans lluites dinàstiques contra els seus cosins Vytautas i Žygimantas Kęstutaitis.

## Lluita contra Vytautas
Va néixer d'Algirdas i Uliana de Tver.  Va ser batejat per la seva mare en l'Església Ortodoxa. Als onze anys, ell –junt amb el seu germà Jogaila– es van convertir en Cracòvia al catolicisme, canviant el seu nom cristià de Lev a Boleslaw.
En aquell moment, la ciutat de Pólotsk era la capital de les seves terres. El 1392, Švitrigaila va fer un intent de capturar la veïna ciutat de Vítebsk, però va ser llançat pel seu cosí Vytautas de Lituània cap a Prússia.
Mentre va viure fora, Švitrigaila es va posicionar del bàndol dels Cavallers Teutònics a la seva prolongada lluita contra Vyitautas. El 1400, li va ser permès tornar a Lituània, rebent com a terres Podòlia. Quatre anys més tard es va desplaçar a Sevèria.
Es creu que Švitrigaila simpatitzava amb els russos, en haver nascut d'una mare russa, Uliana de Tver, i estant casat amb Anna Ivánovna de Tver. Quan va comenzar la guerra entre Vytautas i el seu gendre moscovita Basili el Macedoni, el 1408, Švitrigaila es va unir a la sort de l'últim i es va passar a Moscou.
Durant la seva breu estada a Moscòvia, Švitrigaila va ser recompensat amb Volokolamsk i diverses altres ciutats i un lloc al capdavant de l'exèrcit rus que operava contra Vytautas. Mancat de talent militar, no va aconseguir guanyar ni una batalla, i en assabentar-se'n de la invasió de Edigu, va fugir a Lituània, saquejant Sérpujov en el seu camí.
De tornada a Lituània, va ser arrestat com a traïdor i perillós pretendent, estant empresonat al castell de Kremenets durant nou anys. Finalment va ser alliberat pel príncep Danylko Ostrogski, escapant a Hongria. Amb la mediació de l'emperador del Sacre Imperi Romanogermànic i el seu germà Jogaila se'l va permetre tornar a Lituània com a sobirà de Sevèria el 1420.

## Gran Duc de Lituània
Des de la mort de Vytautas a l'octubre de 1430, la noblesa lituana va escollir unilateralment Švitrigaila com Gran Duc. Aquest fet violava els termes de la Unió d'Horodło de 1413, en la qual els lituans van prometre no escollir un nou gran duc sense l'aprovació del Polònia. Amb la intenció de rebre els vots rutens, Švitrigaila va atorgar drets iguals als nobles ortodoxos que als catòlics, un dels èxits duradors del seu breu regnat.
Švitrigaila va lluitar contra les forces poloneses en Lutsk, a Volínia, organitzant a la vegada una coalició anti polonesa. El juny de 1431, es va assolir un acord amb els Cavallers Teutònics: els Cavallers van declarar la guerra i sense molta oposició van envair Polònia, les forces dels quals s'enfrontaven a les de Švitrigaila a Volínia. Al setembre es va signar una treva de dos anys entre Polònia, Lituània, i els Cavallers Teutònics a Stari Chortorisk. Va ser més favorable a Polònia i és clar el perquè Švitrigaila accedís a ella. Tanmateix, la treva no solucionava la disputa que havia provocat la guerra. La guerra va esdevenir un combat diplomàtic: Polònia va buscar tornar als nobles lituans contra Švitrigaila.

## Cop d'Estat i Guerra civil
Un grup de conspiradors, encapçalats per Žygimantas Kęstutaitis, va atacar Švitrigaila i el seu escorta, que estaven en aquest moment en Ašmena a la nit del 31 d'agost de 1432. Švitrigaila va aconseguir escapar a Pòlotsk. No és clar perquè hi havia nobles que recolzessin a Žygimantas. Possiblement els nobles lituans no estaven satisfets amb els favors que Švitrigaila tenia amb els ducs ortodoxos, però abans del cop no existia una oposició formada. Žygimantas, que no hi havia tingut un paper important a la política lituana abans del cop, i que inicialment havia recolzat a Švitrigaila, va esdevenir el Gran Duc i va continuar amb la política d'unió amb Polònia.
Lituània es va veure dividida en dos bàndols: els partidaris de Žygimantas (Lituània pròpia, Samogítia, Podlàquia, Hrodna, Minsk) i els de Švitrigaila (Pòlotsk, Vítsiebsk, Smolensk, Kíev, Volínia). S'iniciarien tres anys de devastadores hostilitats. Švitrigaila va recaptar l'ajut de Sayid Ahmad I, kan de l'Horda d'Or. Tots dos bàndols van patir grans pèrdues, quedant la victòria a les mans de Žygimantas després de la batalla de Pabaiskas el 1435.
Després de la derrota, Švitrigaila va fugir a Pòlotsk. En perdre la seva influència sobre els principats eslaus, va intentar reconciliar-se amb Polònia al setembre de 1437: ell governaria les terres que encara li donessin suport –principalment Kíev i Volínia– i després de la seva mort els seus territoris passarien al rei de Polònia. Tanmateix, el Senat polaco no va ratificar aquest tractat malgrat les fortes protestes de Žygimantas. Švitrigaila es va retirar a Valàquia el 1438.

## Últims anys
El 1440, Segimon I Kęstutaitis va ser assassinat per nobles que donaven suport a Švitrigaila, tornant aquest a governar Podòlia i Volínia. Als 70 anys, o 85, segons altres fonts, era massa vell per continuar la seva lluita pel tron lituà. Una mica abans de la seva mort a Lutsk el 1452, va cedir totes les seves possessions de Podòlia i Volínia a l'estat lituà.